# Tipula trialbosignata
Tipula trialbosignata är en tvåvingeart som beskrevs av Alexander 1935. Tipula trialbosignata ingår i släktet Tipula och familjen storharkrankar. Inga underarter finns listade i Catalogue of Life.